# Gardez (stad)
Gardez is de hoofdstad van de provincie Paktia in het oosten van Afghanistan, niet ver van de grens met Pakistan, en heeft naar schatting in 2006 circa 20.000 inwoners. Gardez ligt niet ver van de regio Tora Bora.
Gardez ligt ten westen van Khost en ongeveer 90 km ten zuiden van Kabul. Op 16 september 2004 kwam Gardez in het nieuws toen de Taliban een mislukte aanslag uitvoerden op de helikopter van Hamid Karzai, de interim president.

## Geboren
- Mohammed Nadjiboellah (1947-1996), president van Afghanistan